# La Llosa de Ranes
La Llosa de Ranes település Spanyolországban, Valencia tartományban. La Llosa de Ranes Alcàntera de Xúquer, Beneixida, Rotglà i Corberà, Castelló de la Ribera, Xàtiva és Sellent községekkel határos. Lakosainak száma 3736 fő (2024).

## Népesség
A település népessége az utóbbi években az alábbiak szerint változott:
| Lakosok száma | 3656 | 3725 | 3748 | 3968 | 4066 | 3610 | 3599 | 3575 | 3652 | 3736 |
|               | 2001 | 2004 | 2007 | 2009 | 2012 | 2014 | 2017 | 2019 | 2022 | 2024 |